# Five Talents
Five Talents — американская христианская микрофинансовая организация. Помимо микрокредитов она предлагает бизнес-обучение и наставничество.

## История
Организация была основана в 1998 году после двенадцатого собрания Lambeth Conference англиканской церкви как ответ бедности в развивающихся странах.
В настоящее время Five Talents работает в 12 развивающихся странах: Бурунди, Боливия, Индия, Индонезия, Кения, Мьянма, Перу, Филиппины, Судан, Южный Судан, Танзания и Уганда

## Модель
Five Talents работает по классической для многих микрофинансовых организаций схеме — модели групповой кредитной солидарности. Заём в таком случае предоставляется не отдельному лицу, а группе лиц (обычно от 5 до 10 человек). Если один из членов группы имеет трудности в погашении выплаты, то другие будут обязаны внести его часть. Такая модель хорошо работает в странах с сильной коллективной культурой. Обычно большинство заёмщиков при такой модели — женщины. Обычно сумма займов не превышает $ 300.

## Премии и награды
- В 2011 году Five Talents UK получила премию от Advocates for International Development (A4ID) как лучший партнёр в области развития[5]. Этой премией отмечаются выдающиеся достижения юристов и организаций развития за их вклад в решение проблем, озвученных в Целях развития тысячелетия ООН

- Five Talents US получила грант $ 10,000 грант в июне 2012 года от Giving of Life Foundation, проведя крупную онлайн-кампанию в социальных медиа.

- Five Talents US была названа «одной из лучших», некоммерческих организаций 2013—2014 годов по Каталогу благотворительности большого Вашингтона (англ. Greater Washington's Catalogue for Philanthropy)[6].